# Grdenci
Grdenci est un village de la municipalité de Zabok (comitat de Krapina-Zagorje) en Croatie. Au recensement de 2011, le village comptait 459 habitants.